# سیارک ۵۲۰۸
سیارک ۵۲۰۸ (به انگلیسی: 5208 Royer، نامگذاری:1989CH1) پنج هزار و دویست و هشتمین سیارک کشف شده‌است که در ۶ فوریه ۱۹۸۹ کشف شد.
قدر مطلق سیارک برابر ۱۱٫۶۰ است.